# Scaevola anchusifolia
Scaevola anchusifolia är en tvåhjärtbladig växtart som beskrevs av George Bentham. Scaevola anchusifolia ingår i släktet Scaevola och familjen Goodeniaceae. Inga underarter finns listade i Catalogue of Life.